# Maremmamara
Maremmamara è un film del 2016 scritto e diretto da Lorenzo Renzi.

## Trama
Due fratelli, Giulio e Alberto, sono molto legati; Alberto è affetto dalla sindrome di Down.

## Produzione
Maremmamara è un lungometraggio che vede per la prima volta Lorenzo Renzi nei panni di regista.
Il film è girato nel 2014 per la maggior parte a Manciano (luogo di cui è originario il regista) e dintorni; ci sono anche scene girate a Londra, Roma e Grottaferrata.
Il film è stato realizzato con il patrocinio di Associazione Italiana Persone Down (AIPD) e il contributo della Fondazione Silvana Paolini Angelucci.

## Distribuzione
Il 24 ottobre 2016 il film viene proiettato a Roma, alla Sala del mappamondo, Camera dei deputati. Il 21 novembre dello stesso anno c'è stata la prima del film all'Hotel de Russie a Roma.
Del film viene realizzato anche un libro.